# Le Coursier (Blacklist)

Le Coursier (The Courier) est le cinquième épisode de la première saison de la série policière américaine Blacklist. L'épisode est diffusé aux États-Unis sur NBC le 21 octobre 2013.

## Résumé
Un coursier (Robert Knepper) a programmé une livraison d'une cargaison à un espion iranien, qui est par la suite abattu par ce dernier. Après une poursuite en voiture, Elizabeth et Malik parviennent à arrêter le courrier, et ils apprennent qu'il a emprisonné Seth Nelson, un analyste de la NSA. Nelson est enterré vivant et il ne reste qu'une quantité limitée d'air. Pendant que le FBI le cherche, le coursier s'échappe. Red contacte le contact du coursier, Laurence Dechambou (Barbara Schulz), pour aider à le retrouver, et grâce à cette information, Malik et Ressler finissent par suivre le Coursier, puis le tuent en légitime défense. Pendant ce temps, Elizabeth et Red trouver et sauver Seth. Comme un acte de gratitude, Seth donne des documents à Red concernant le meurtre dont est soupçonné Tom par Liz, et Red les lui envoie. En même temps à la maison, Tom découvre la boîte et veut en parler à Elizabeth. Ils ne savent pas que leur maison est équipée de caméras et d'appareils d'écoute, et qu'ils sont surveillés.

## Réception

### Audiences
Le Coursier est diffusé pour la première fois sur NBC le 21 octobre 2013 à 22h00. L'épisode a obtenu une note de 3,0/8 sur l'échelle de Nielsen avec 10,44 millions de téléspectateurs, ce qui en fait le deuxième spectacle le plus regardé dans son créneau horaire derrière Castle diffusée sur ABC, qui a rassemblé 10,59 millions de téléspectateurs. Le Coursier est aussi la treizième émission de télévision la plus regardée de la semaine. Le cumul des audiences de la première diffusion et du DVR (6,204 millions de téléspectateurs en Live+7) atteignent 16,641 millions de téléspectateurs.
En France, l'épisode est diffusé à 21h45 sur TF1 à la suite du Marmiton le 3 septembre 2014 et totalise 5,9 millions de téléspectateurs, soit 27,2% du public.

### Critiques
Jason Evans du Wall Street Journal a estimé que l'épisode « laissait [les gens] sur un cliffhanger ».  Il a continué à dire que « les criminels hebdomadaires étant attrapés sont presque une arrière-pensée comparée au drame de [l'] histoire » et que « la révélation lente des histoires de Liz , de Rouge , et de Tom " rendent le spectacle génial ».
Ross Bonaime de Paste a donné au Coursier un 6/10, indiquant que « The Blacklist trouve peu à peu un moyen de rendre son show moins frustrant et plus regardable depuis le pilote, mais il a encore un long chemin à faire avant que ce soit même un bon spectacle ».